# Mars Express (Film)
Mars Express ist ein animierter Science-Fiction-Krimi von Jérémie Périn. Der zu Beginn des 23. Jahrhunderts spielende futuristische Film noir in Cyberpunk-Ästhetik feierte im Mai 2023 bei den Filmfestspielen von Cannes seine Premiere und kam im November 2023 in die französischen Kinos.

## Handlung
Der Film erzählt eine Cyberpunk-Geschichte, die im 23. Jahrhundert auf dem Mars spielt. Der animierte Film folgt Aline, einer Privatdetektivin, die den Mord an einem Hacker untersucht, inmitten einer Gesellschaft, in der Menschen und verschiedene Formen von Androiden koexistieren. Androiden, manche getarnt mit menschenähnlicher Haut und andere in metallischen Formen, streben nach Freiheit von menschlicher Kontrolle, ein Thema, das sich durch die reiche Erzählstruktur des Films zieht.
Alines Partner, Carlos Rivera, ist ein Android mit menschlichen Erinnerungen, was der Diskussion über Identität und Autonomie Tiefe verleiht. Die Handlung eskaliert mit der Einführung eines neuen Codes, der Androiden befreien könnte, indem er sie überzeugt, den Mars zu verlassen, obwohl er sich als eine weitere Form der Kontrolle herausstellt.
Die Geschichte berührt auch alltägliche menschliche Kämpfe, wie Alkoholismus, humorvoll dargestellt durch selbstschließende Schnapsflaschen für diejenigen, die als nüchtern registriert sind. Der Film vermischt schnelle Action und philosophische Tiefe und gipfelt in einer dramatischen Konfrontation unter einem fehlerhaften Kuppelhimmel, der die zusammenbrechenden Grenzen zwischen Mensch und Maschine symbolisiert.
Auf der Erde verhaften Aline Ruby, eine Privatdetektivin, und ihr Partner Carlos Rivera (eine gerettete Person) inmitten einer Demonstration gegen Roboter Roberta Williams, eine Klempnerin, die das auf Robotik spezialisierte Unternehmen Roy Jaker gehackt hat. Zurück in Noctis, der Marshauptstadt, wird Roberta freigelassen, da ihr Haftbefehl verschwunden ist. Chris Roy Jaker, der CEO der Unternehmen und Freund von Aline, der ihr die Leitung der Ermittlungen übertragen hatte, macht sie nicht verantwortlich und schließt den Fall ab. Einige Zeit später werden Aline und Carlos von Herrn Chow kontaktiert, dessen Tochter Jun und ihr Mitbewohner Viger spurlos verschwunden sind. Die Ermittler gehen zum Campus, auf dem die beiden Studenten Robotik studierten. Jun war bereits dadurch aufgefallen, dass er versehentlich einen entkommenen Roboter niederschlug. Die Polizei sei benachrichtigt worden, der Android sei jedoch nicht gefunden worden. Im Mädchenzimmer, in dem geschossen wurde, findet Aline eine synthetische Droge. Carlos entdeckt auf dem Dachboden die Leiche der Mitbewohnerin. Aline trifft die Viger-Eltern und den für die Ermittlungen zuständigen Inspektor Gordaux, der die Medikamente mithilfe eines Organischen analysiert, einem lebenden Organismus, der Menschen und Robotern gleichermaßen hilft, ohne dass etwas dabei herauskommt. Carlos seinerseits versucht, seine Tochter zu sehen. Seine Ex-Frau weigert sich jedoch, da sie ihr Leben neu begonnen hat
und Carlos vor seiner Rettung gewalttätig mit ihr umgegangen ist. Nachts informiert Gordaux Aline darüber, dass der zerstörte Roboter tot in den ersten verlassenen Marsstädten, seit der Erschaffung von Noctis, aufgefunden wurde, getötet durch einen Augmented. Alle sind überrascht, als sie erfahren, dass der Roboter den Bau eines Raumschiffs übernommen hat. Nachdem sie gewarnt wurden, dass Jun illegal Geld verdiente, wenden sich die beiden Gefreiten an Roboterbordelle und machen sie schließlich ausfindig. Jun hatte eine Kopie ihrer Gedanken auf einem Androiden erstellt, der sich für sie prostituierte, um ihre Schule zu bezahlen und ihren Eltern zu helfen. Jun wird jedoch vor Alines Augen von dem Augmented getötet, der auch ihre Mitbewohnerin getötet hatte. Bei seiner Beerdigung erfährt Aline, dass der Mann, der sich als Mr. Chow vorstellte, ein Augmented war, der sich als selbiger ausgegeben hatte. Da die Ermittlungen ins Stocken geraten, fangen Aline und Carlos ganz von vorne an, überzeugt davon, dass sie ein wesentliches Element übersehen haben, und nehmen schließlich Kontakt zu Roberta auf. Die Hackerin erzählt ihnen, dass Jun keine Lead-Entfernung durchgeführt hat, die einen physischen Eingriff erfordert, sondern einen direkten Hack, eine Manipulation, die selbst für Profis viel zu komplex ist. Roberta arbeitete an einem solchen Programm, bevor es von Roy Jaker gestohlen wurde. Aline ist auf einer Party, die Chris anlässlich der Kreation neuer Organics seiner Firma veranstaltet hat, und stellt ihn zur Rede. Chris weist seine Anschuldigungen nicht zurück und bittet Aline, drei Tage zu warten, während er ihr sagt, sie solle nicht weiter suchen. Aline und Carlos verstehen, dass Chris Robertas Programm abgeschlossen hat, aber sein Ziel bleibt unbekannt. Sie beschließen, die Brain Farmers dort zu infiltrieren, wo Jun zuvor gearbeitet hat: Sie vermieten illegal die Gehirne von Freiwilligen, um beschleunigt an verschiedenen Projekten zu arbeiten. Um diskret zu bleiben, löschten die Brains die unmittelbare Erinnerung an die „Angestellten“, aber die von Aline gefundene Droge (die Jun zur Überarbeitung verwendete) reaktivierte unbewusst das, woran sie arbeitete, und konnte den Roboter zerstören. Chris hatte daher den Augmented geschickt, um die Polizei daran zu hindern, sein Geschäft aufzuspüren. Auf dem Rückweg werden Aline und Carlos von Roys Männern angegriffen, die der Gerettete tötet, weil er Roberta, ohne es seinem Teamkollegen zu sagen, darum gebeten hat, ihn zu töten. Nachdem Roy die Farm zerstört hat, um seine Spuren zu verwischen, beschließen sie, die Polizeistation zu infiltrieren, um Juns Android mit seinen Erinnerungen zu bergen, doch Aline, Carlos und Roberta werden verhaftet. Aline versucht erfolglos, die Polizei zu warnen, und das Programm, das alle Roboter per Update heruntergeladen haben, überfordert sie. Den Ermittlern gelingt es, sich zu befreien, und Carlos (dessen Modell für das Update zu alt war) gesellt sich zu ihnen. Sie eilen zu Chris' Haus. Während Carlos mit einem Combat Organic kämpft, nimmt Aline Chris als Geisel: Dieser erklärt ihr, dass Organics nicht verkauft werden dürfen und die einfachste Lösung darin bestehe, die Roboter loszuwerden, er aber über nichts mehr die Kontrolle habe. In einer letzten Hoffnung kontaktiert Chris seine Aktionäre, die beschließen, ihn loszuwerden. Carlos kommt zu spät und sieht, wie seine Freundin bei der anschließenden Schießerei stirbt, bevor er Chris tötet. Ohne Anleitung geht Carlos zum Haus seiner Ex-Frau, wird jedoch von ihrem neuen Ehemann angeschossen. Als ihm klar wird, dass jeder ihn als gewalttätigen Androiden sieht, beschließt er, seinen Kollegen zu folgen. Nachdem ihnen das Update den Befehl gegeben hat, zu einem unbekannten Planeten zu fliegen, laden die Roboter ihr Programm in die gebauten Transport-Raumschiffe herunter. Diese docken im All an dem Schiff „Mars Express“ an und fliegen in den Weltraum, ohne zu wissen, ob dies zu ihrem Tod oder der Geburt einer neuen Zivilisation führen wird.

## Produktion

### Regie und Drehbuch

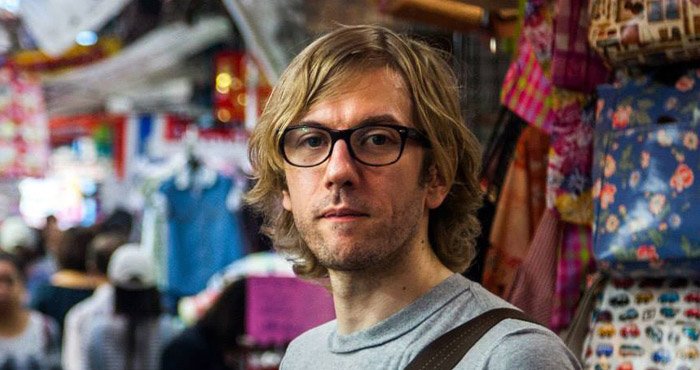
Der französische Regisseur Jérémie Périn

Regie führte der Franzose Jérémie Périn. Mars Express ist sein erster Spielfilm als Regisseur. Zuvor fungierte Périn als Produzent und Regisseur verschiedener Serien wie CO2, Nini Patalo und Socks und schrieb das Drehbuch für die Animationsserie Lastman.
Périn ließ sich bei seinem Spielfilmdebüt von den Werken Brian De Palmas sowie von den Filmen von Mamoru Oshii, Satoshi Kon, Yoshiaki Kawajiri und Rintaro inspirieren. Das Drehbuch für Mars Express schrieb Périn gemeinsam mit Laurent Sarfati, mit dem er bereits für Lastman zusammenarbeitete.

### Synchronisation
Léa Drucker leiht im französischen Original Aline Ruby ihre Stimme, Daniel Njo Lobé ihrem Partner Carlos Rivera und Mathieu Amalric Chris Royjacker.
In der englischen Synchronisation des US-amerikanischen Filmverleihs GKIDS wird Aline Ruby von Morla Gorrondona gesprochen. Chris Royjacker wird in dieser von Kiff VandenHeuvel, Carlos Rivera von Josh Keaton, Roberta Williams von Sarah Hollis und Simon Gordeaux von Ben Diskin synchronisiert.
Die deutsche Fassung entstand bei der RRP Media unter der Regie von Rainer Raschewski nach einem Dialogbuch von Thomas Maria Lehmann.
| Rolle            | französisch         | deutsch           | englisch          |
| ---------------- | ------------------- | ----------------- | ----------------- |
| Aline Ruby       | Léa Drucker         | Franziska Endres  | Morla Gorrondora  |
| Chris Royjacker  | Mathieu Amalric     | Martin Sabel      | Kiff VandenHeuvel |
| Carlos Rivera    | Daniel Njo Lob      | Matthias Klie     | Josh Keaton       |
| Roberta Williams | Marie Bouvet        | Nora Kunzendorf   | Sarah Hollis      |
| Simon Gordeaux   | Sébastien Chassagne | Benjamin Stöwe    |                   |
| Professeur       |                     | Jörg Pintsch      |                   |
| Beryl            | Marthe Keller       | Annabelle Mandeng |                   |
| Lem              | Thomas Roditi       | Jan Sosniok       |                   |
| Brain Farmer     |                     | Samuel Zekarias   |                   |
| Jun Chow         |                     | Jenny Maria Meyer |                   |
| Carole           |                     | Katja Hiller      |                   |
| Gilbert          |                     | Volker Wackermann |                   |
| Vlaczek          |                     | Randolph Herbst   |                   |
| Direktor         |                     | Stephan Baumecker |                   |
| Tochter Rivera   |                     | Sabine Ritter     |                   |

### Veröffentlichung
Die Premiere des Films erfolgte am 21. Mai 2023 bei den Filmfestspielen von Cannes. Im Juni 2023 wurde er beim Festival d’Animation Annecy gezeigt. Im September 2023 wurde er beim Fantasy Filmfest und beim Internationalen Filmfest Oldenburg vorgestellt. Am 22. November 2023 kam der Film in die französischen Kinos. Ab Ende Januar 2024 wurde er beim Internationalen Filmfestival Rotterdam gezeigt. In Deutschland lief Mars Express am 25. April 2024 in ausgewählten Kinos an. Am 3. Mai 2024 kam der Film in einer englischen Synchronisation in ausgewählte US-Kinos.

## Rezeption

### Kritiken
Von den bei Rotten Tomatoes aufgeführten Kritiken sind alle positiv bei einer durchschnittlichen Bewertung mit 7,7 von 10 möglichen Punkten. Immer wieder wurde Mars Express dabei als französische Antwort auf Ghost in the Shell beschrieben.

### Auszeichnungen
Annie Awards 2025
- Nominierung als Bester Independent-Film[13]

César 2024
- Nominierung als Bester Animationsfilm (Jérémie Périn und Didier Creste)

Fantasy Filmfest 2023
- Auszeichnung mit dem Fresh Blood Award

Festival d’Animation Annecy 2023
- Nominierung für den Cristal (Jérémie Périn)[10]